# Tanyproctus sichuanicus
Tanyproctus sichuanicus är en skalbaggsart som beskrevs av Keith 2007. Tanyproctus sichuanicus ingår i släktet Tanyproctus och familjen Melolonthidae. Inga underarter finns listade i Catalogue of Life.